# مظلوم
مظلوم أو أراضي المسحب ومظلوم هي قرية ومقاطعة رقمها 14، في ناحية بانيقيا في غرب قضاء النجف بمحافظة النجف، بمنطقة الفرات الأوسط وسط العراق، وفيها قلعة مظلوم، وعَين مظلوم، وكانت مقاطعة مظلوم تابعة لناحية الرحبة، حتى سنة 2010 حين أُلغيت ناحية الرحبة وألحقت مقاطعاتها بمركز قضاء النجف ثم استحدثت ناحية بانيقيا في 4 نيسان سنة 2012، ففُك ارتباط قرية مظلوم ومقاطعتها مِن مركز قضاء النجف وألحقت بناحية بانيقيا.